# Toninho Horta
Toninho Horta (Belo Horizonte, 1948. december 2. –) brazil dzsesszgitáros, énekes.

## Pályafutása
Saját dalokat ír és ad elő. Hosszú éveken át hangszerelő vagy/és zenekari tag volt olyan brazil muzsikusok mellett, mint Elis Regina, Milton Nascimento, Maria Bethânia, João Bosco, Airto Moreira, Edu Lobo, Nana Caymmi, Flora Purim, Gal Costa.
Tizennégy éves korában találkozott Milton Nascimentoval, aki életre szóló barátja és munkatársa lett. A Nascimento által készített Clube da Esquina (1972) című album lehetőséget teremtett Horta számára Antônio Carlos Jobim és más jelentős brazil előadók számainak bemutatására.
Debütáló szólóalbuma, a Terras Dos Passaros volt 1980-ban, amelyet az Egyesült Államokban a Capitol Records adott ki 1990-ben.
Horta az Egyesült Államokba költözött, majd együtt dolgozott Pat Metheny-vel, Wayne Shorterrel, Sergio Mendesszel, Philip Catherine-nel, Herbie Hancockkal, Billy Higginsszel, George Duke-kal és The Manhattan Transferrel.

## Szólista
- Toninho Horta (1980)
- Terra Dos Passaros (1980)
- Diamond Land (1988)
- Moonstone (1989)
- Once I Loved (1992)
- Durango Kid (1993)
- Foot on the Road (1994)
- Durango Kid 2 (1995)
- Serenade (1997)
- From Ton to Tom (1999)
- Com o Pe no Forro (2004)
- Duets with Nicola Stilo (2005)
- Cape Horn (2007)
- Solo Ao Vivo (2007)
- Harmonia e Vozes (2010)

## Díjak, elismerések
- 1997: a világ 5 legjobb gitárosainak egyike, a Melody Maker szerint
- 1978: a hetedik legjobb gitáros, a Melody Maker szerint
- 1983: Austin (USA) város díszpolgára
- 2005: Progressions: 100 Years of Jazz szerint a huszadik század egyik legfontosabb gitárosa
- 2012: a 30 legnagyobb brazil gitárosok egyike és a Rolling Stone magazin szerint
- 2020: Latin Grammy-díj: Belo Horizonte albumért